# گمینا ووجسواو
گمینا ووجسواو (به لهستانی:  Gmina Wodzisław) یک گمینا در لهستان است که در شهرستان یندژیوف واقع شده‌است. گمینا ووجسواو ۱۷۶٫۶۶ کیلومتر مربع مساحت و ۷٬۵۸۵ نفر جمعیت دارد.